# Sakineh Mohammadi Ashtiani
Sakineh Mohammadi Ashtiani (tiếng Ba Tư: سکينه محمدي آشتياني,  sinh năm 1967) là một người phụ nữ Azeri Iran đã bị kết tội giết người và ngoại tình. Cô đã nằm trong danh sách tử tội tại Iran từ năm 2006. Vụ án gây tranh cãi của cô đã được dư luận quốc tế biết đến vào năm 2010 có báo cáo hồ sơ cho biết cô đã bị kết án về tội ngoại tình và bị kết án sẽ bị hành quyết bằng cách ném đá.
Sau các báo cáo này, đại sứ quán Iran tại London phủ định việc Ashtiani sẽ được ném đá cho đến chết. Một chiến dịch quốc tế đã được con cái bà khởi đầu đã tìm cách giúp đảo lộn bản án của toá án đối với bà và khiến cho dư luận chú ý. Ngày 08 tháng 9 năm 2010, một quan chức Bộ Ngoại giao Iran khẳng định rằng việc thi hành án bằng cách ném đá đối với bà đã bị đình chỉ, mặc dù bà ấy vẫn phải đối mặt với án tử hình bằng cách treo cổ.